# Aurora Miranda
Aurora Miranda da Cunha (Rio de Janeiro, 20 aprile 1915 – Rio de Janeiro, 22 dicembre 2005) è stata una cantante e attrice brasiliana.
Era la sorella minore di Carmen Miranda.

## Biografia
Aurora Miranda iniziò la carriera a 18 anni, nel 1933. Apparve in diversi film, tra cui I tre caballeros (1944), dove danzò con Paperino e José Carioca producendosi nella canzone Os Quindins de Yayá.
Morì nel 2005 e fu sepolta nel cimitero di San Giovanni Battista, a Rio de Janeiro.

## Vita privata
Ebbe due figli, Gabriel e Maria Paula.

## Filmografia parziale
- La donna fantasma (Phantom Lady), regia di Robert Siodmak (1944)
- I tre caballeros (The Three Caballeros), regia di Norman Ferguson, Clyde Geronimi, Jack Kinney e Bill Roberts (1944)
- Carmen Miranda: Bananas Is My Business, (documentario) di Helena Solberg (1995)